# Viaje al cuarto de una madre
Viaje al cuarto de una madre és una pel·lícula espanyola de 2018, escrita i dirigida per Celia Rico. Es va estrenar el 5 d'octubre de 2018.
En la 66a edició del Festival Internacional de Cinema de Sant Sebastià va aconseguir la menció especial del Premi Kutxabank-Nuev@s Director@s.
L'any 2019 va rebre el Premi Asecan a la Millor Pel·lícula, atorgat per l'Associació d'Escriptors i Escriptores de Cinema d'Andalusia (Asecan).
És una producció d'Amorós Producciones i Arcàdia Motion Pictures, en co-producció amb Pecado Films, Sisifo Films i Noodles Production (França), amb la participació de TVE i Canal Sur.

## Sinopsi
Leonor vol anar-se'n de casa, però no s'atreveix a dir-li-ho a la seva mare. Estel no vol que se'n vagi, però tampoc és capaç de retenir-la al seu costat. Mare i filla hauran d'afrontar aquesta nova etapa de la vida en la qual el seu món en comú es trontolla.

## Repartiment principal
- Anna Castillo (Leonor)
- Lola Dueñas (Estel)
- Pedro Casablanc (Miguel)
- Adelfa Calvo (Pili)
- Susana Abaitua (Laura)

## Premis i nominacions
Premis Gaudí de 2019
| Categoria                                | Nominats                                 | Resultat  |
| ---------------------------------------- | ---------------------------------------- | --------- |
| Millor pel·lícula en llengua no catalana | Millor pel·lícula en llengua no catalana | Nominat   |
| Millor direcció                          | Celia Rico                               | Nominat   |
| Millor guió                              | Celia Rico                               | Guanyador |
| Actriu principal                         | Lola Dueñas                              | Guanyador |
| Direcció de producció                    | Josep Amorós                             | Nominat   |
| Direcció artística                       | Mireia Carles                            | Nominat   |
| Actriu secundària                        | Anna Castillo                            | Guanyador |
| Vestuari                                 | Vinyet Escobar                           | Nominat   |
| So                                       | Albert Manera i Amanda Villavieja        | Nominat   |

XXXIII Premis Goya
| Categoria                | Nominats        | Resultat |
| ------------------------ | --------------- | -------- |
| Millor actriu            | Lola Dueñas     | Nominat  |
| Millor actriu secundària | Anna Castillo   | Nominat  |
| Director novell          | Celia Rico      | Nominat  |
| Muntatge                 | Fernando Franco | Nominat  |

74 edició de les Medalles del Cercle d'Escriptors Cinematogràfics
| Categoria           | Nominats          | Resultat  |
| ------------------- | ----------------- | --------- |
| Millor pel·lícula   | Millor pel·lícula | Nominat   |
| Directora revelació | Celia Rico        | Guanyador |
| Actriu              | Lola Dueñas       | Guanyador |
| Actriu secundària   | Anna Castillo     | Guanyador |